# Jakub Vojtuš
Jakub Vojtuš (Igló, 1993. október 22. –) szlovák utánpótlás-válogatott labdarúgó, a Rapid București játékosa.

## Pályafutása

### Klubcsapatokban
Vojtuš a szlovák MŠK Žilina akadémiáján nevelkedett; a szlovák élvonalban 2009 októberében mutatkozott be egy FK Senica elleni mérkőzésen. 2021 januárban a magyar élvonalbeli Mezőkövesd szerződtette le. 2022. január 15-én jelentették be, hogy másfél éves szerződést írt alá a Rapid București csapatával.

### Válogatott
Többszörös szlovák utánpótlás-válogatott.